# Simon Thompson
Simon Thompson (Melbourne, 10 december 1977), bijgenaamd Thomo, is een Australisch triatleet uit Canberra.
Thompson doet triatlons sinds 1991. Hij deed mee aan de olympische triatlon op de Olympische Spelen van 2004 en behaalde een tiende plaats in een tijd van 1:52.47,18.
Hij deed ook mee aan de Gemenebestspelen 2006. Hier hielp hij met name zijn landgenoten Brad Kahlefeldt (goud), Peter Robertson (brons) en behaalde zelf een elfde plaats.
Hij is aangesloten bij Trident Triathlon Club in Canberra.

## Belangrijke prestaties

### triatlon
- 2003:  kampioenschap van Oceanië
- 2004: 10e Olympische Spelen in Athene - 1:52.47,18
- 2004: 29e WK olympische afstand in Funchal - 1:43.51
- 2005:  ITU wereldbekerwedstrijd in Mooloolaba
- 2005:  Australian long course
- 2006: 11e Gemenebestspelen in Melbourne
- 2006: 32e WK olympische afstand in Lausanne - 1:55.45
- 2008: 12e WK olympische afstand in Vancouver - 1:50.48